# By and Down
By and Down è un singolo del gruppo musicale statunitense A Perfect Circle, pubblicato il 14 ottobre 2013 come unico estratto dalla prima raccolta Three Sixty.

## Descrizione
Dopo essere stato ultimato in delle jam session del 2010, il brano ha fatto il suo esordio nella scaletta del North American Summer Tour nel giugno del 2011, presentandosi come il primo inedito del gruppo a sei anni di distanza dal terzo album Emotive. Riguardo ad una possibile pubblicazione di By and Down, in diverse interviste concesse nel 2011, il chitarrista Billy Howerdel dichiarò di avere intenzione di pubblicare il brano in una raccolta alla fine della tournée, sottolineando tuttavia le difficoltà di ricreare in studio una versione fedele alle esibizioni dal vivo, argomento su cui ritornerà a parlare in occasione dell'uscita del singolo nell'ottobre 2013:
La versione in studio di By and Down, caratterizzata da delle sonorità molto vicine ai Cure, è stata inserita nella compilation Three Sixty pubblicata il 19 novembre 2013, mentre una versione dal vivo del 2011 è presente nell'album dal vivo A Perfect Circle Live: Featuring Stone and Echo. Inoltre, un rifacimento del brano, dal titolo By and Down the River, è stato incluso nella lista tracce del quarto album in studio Eat the Elephant del 2018.

## Video musicale
Il video, diretto da Adam Rothlein, mostra la performance dal vivo del brano tenutasi all'anfiteatro di Red Rocks il 2 agosto 2011, inclusa nell'album dal vivo A Perfect Circle Live: Featuring Stone and Echo.

## Tracce
Testi e musiche di Billy Howerdel e Maynard James Keenan.
1. By and Down – 5:30

## Formazione
Hanno partecipato alle registrazioni, secondo le note di copertina di Three Sixty:
Gruppo
- Maynard James Keenan – voce
- Billy Howerdel – chitarra, tastiera, cori
- Matt McJunkins – basso
- Jeff Friedl – batteria

Produzione
- Billy Howerdel – produzione, ingegneria del suono, missaggio
- Bob Ludwig – mastering

## Classifiche

### Classifiche settimanali
| Classifica (2013)             | Posizione massima |
| ----------------------------- | ----------------- |
| Stati Uniti (mainstream rock) | 8                 |

### Classifiche di fine anno
| Classifica (2014)             | Posizione |
| ----------------------------- | --------- |
| Stati Uniti (mainstream rock) | 34        |